# Sergej Karimov
Sergej Karimov (rusky Сергей Каримов; 21. prosince 1986, Saran, Kazašská SSR, SSSR – 24. prosince 2019) byl německo-kazachstánský fotbalový obránce.
Má na svém kontě jeden start v roce 2010 za reprezentaci Kazachstánu.
Otec je Rus, matka Němka. Karimov se narodil v kazachstánském městě Saran, a od sedmi let vyrůstal v německém Wolfsburgu, kam se rodina přestěhovala.

## Reprezentační kariéra
Nabídku reprezentovat Kazachstán mu dala Kazachstánská fotbalová federace díky iniciativě německého trenéra kazachstánské reprezentace Bernda Storcka (vedl ji v letech 2008–2010 před Miroslavem Beránkem). Storck, který byl částečně seznámen i s historií země, si vyhledal přes internet místa narození hráčů v německé Bundeslize a zjistil, že několik z nich se narodilo na území Kazachstánu (dříve Kazašské SSR). Byli to Sergej Karimov, Juri Judt a Heinrich Schmidtgal. Po dohodě s Kazachstánskou fotbalovou federací se rozhodl hráče vyzkoušet a případně jim nabídnout možnost reprezentovat Kazachstán. Karimov nabídku dostal v únoru 2008 a v létě téhož roku ji po skončení sezóny přijal.
V A-mužstvu reprezentace Kazachstánu debutoval 11. srpna 2010 v zápase proti Ománu (výhra 3:1).